# Amy Campo
Amy Campo (Utah em 30 de janeiro de 2000) é uma atleta americana de grappling e faixa-preta de jiu-jitsu brasileiro (BJJ).
Campeã mundial da IBJJF Gi e no-gi, do  Pan-Americano de Jiu-Jitsu no-gi e do Nacional Americano em faixas coloridas; Campo conquistou, como faixa-preta, o título mundial de jiu-jitsu em 2023 gi e no-gi sendo também a primeira americana campeã mundial do ADCC Submission Fighting na categoria acima de 60 kg.

## Início da carreira
Amy Scot Campo nasceu em 30 de janeiro de 2000 em Utah, Estados Unidos. Aos treze anos, inspirada pelas competições de seu irmão, começou a treinar kickboxing, artes marciais mistas (MMA) e jiu-jitsu brasileiro (BJJ). Sob a orientação do faixa-preta de 4º grau Eduardo Mori em sua academia em Ogden, Campo começou a conquistar medalhas na divisão juvenil em torneios como o Pan IBJJF e o Nacional Americano. Em 2017, venceu o Nacional Americano na categoria peso-pesado, conquistou bronze no absoluto e obteve prata no Pan. Em 2018, competindo na divisão adulta faixa-roxa, Campo ganhou dupla prata no Campeonato Americano no-gi de 2018 e tornou-se campeã mundial no-gi na categoria peso-médio. Em outubro de 2019, disputou uma luta amadora de MMA, vencendo por finalização no evento Steelfist Fight Night em Salt Lake City, Utah. Em 2019 e 2020, Campo venceu o Campeonato Americano Sem Quimono nas categorias peso-médio-pesado e absoluto, repetindo o feito em ambas as divisões em 2021, já como faixa-marrom.
Após uma performance de dupla medalha de ouro no Campeonato Mundial de Jiu-Jitsu de 2021 como faixa-marrom, Campo foi promovida a faixa-preta por seu treinador enquanto estava no pódio.

## Carreira como faixa-preta

### 2022
Em abril de 2022, Campo venceu a divisão feminina acima de 60 kg das Seletivas da Costa Oeste do ADCC, derrotando Maggie Grindatti por finalização, Elisabeth Clay por uma vantagem de 13 pontos e Paige Ivette na final. No mesmo ano, Campo conquistou o Campeonato Americano com e sem quimono antes de ganhar a prata no absoluto do Campeonato Mundial de Jiu-Jitsu  de 2022, sendo a primeira americana a chegar à final do absoluto em mais de uma década.
Em setembro de 2022, Campo derrotou a multicampeã do ADCC Gabi Garcia,  Elisabeth Clay e Rafaela Guedes no Campeonato Mundial de ADCC de 2022, tornando-se campeã mundial do ADCC e a primeira americana a vencer a divisão acima de 60 kg.
Em sua última competição do ano, Campo venceu a divisão peso-médio-pesado do Campeonato Mundial de Jiu-Jitsu No-Gi IBJJF e conquistou outra medalha de prata na divisão absoluto. Em reconhecimento ao seu primeiro ano competindo como faixa-preta, ela foi premiada como 'Atleta Revelação Feminina do Ano' no Jitsmagazine BJJ Awards de 2022.

### 2023
Campo foi convidada para competir no Grand Prix feminino até 66 kg no Polaris Pro Grappling 23, em 11 de março de 2023. Ela finalizou Julia Maele e Brianna Ste-Marie [en] antes de perder por pontos para Elisabeth Clay, conquistando a medalha de prata.
Em 26 de março de 2023, Campo conquistou a medalha de prata na categoria peso-médio-pesado do Campeonato Pan IBJJF de 2023. Em 4 de junho de 2023, ela tornou-se campeã mundial na categoria peso-médio-pesado no Campeonato Mundial de Jiu-Jitsu  de 2023 e também conquistou a medalha de bronze na divisão absoluta.
Campo competiu na divisão de peso aberto feminino do The Crown ao lado de Melissa Stricker, Tayane Porfírio e Gabi Garcia em 1º de novembro de 2023. Ela perdeu ambas as lutas.

### 2024
Em 1º de junho de 2024, Campo conquistou medalhas de bronze nas categorias peso-médio e absoluto do Campeonato Mundial IBJJF de 2024. Em seguida, Campo venceu medalhas de ouro nas categorias peso-médio-pesado com quimono e sem quimono, além da divisão absoluta sem quimono, no Campeonato Nacional Americano IBJJF de 2024, realizado em 28 e 29 de junho de 2024.
Campo foi convidada para competir na divisão acima de 65 kg do Campeonato Mundial de ADCC de 2024. Ela finalizou Nikki Lloyd-Griffiths na rodada inicial, mas perdeu para Nathiely De Jesus e Kendall Reusing [en], terminando em quarto lugar. Campo também competiu na divisão absoluta feminina, onde venceu Amanda Leve e perdeu para Beatriz Mesquita, conquistando a medalha de bronze após sua oponente na disputa pelo terceiro lugar não poder competir.

## Resumo competitivo de jiu-jitsu brasileiro
Principais conquistas como faixa-preta:
- Campeã Mundial IBJJF (2023[18])
- Campeonato Mundial de Jiu-Jitsu No-gi (2022[28])
- Campeã Mundial de Submission Fighting ADCC (2022[29])
- Campeã Nacional Americana IBJJF (2022[c][30])
- Campeã Nacional Americana Sem Quimono IBJJF (2022[d][31])
- Campeã do Salt Lake City International Open IBJJF (2022[c][32])
- Campeã do Salt Lake City International No-Gi Open IBJJF (2022[c][32])
- Campeã do Denver International Open IBJJF (2022[d][33])
- 2º lugar no Grand Prix até 66 kg do Polaris (2023)[34]
- 2º lugar no Campeonato Mundial de Jiu-Jitsu (2022[11])
- 2º lugar no Campeonato Mundial No-gi IBJJF (2022[c])
- 3º lugar no Campeonato Mundial de Jiu-Jitsu (2023[c])

Principais conquistas em faixas coloridas:
- Campeã Mundial IBJJF (2021[d] faixa-marrom)
- Campeã Mundial No-gi IBJJF (2018 faixa-roxa[3])
- Campeã do Pan IBJJF No-gi (2021[d] faixa-marrom)
- Campeã Nacional Americana No-gi IBJJF (2019[d] faixa-roxa, 2020[d], 2021[d] faixa-marrom)
- 2º lugar no Campeonato Nacional Americano No-gi IBJJF (2018 faixa-roxa[d])
- 2º lugar no Campeonato Mundial IBJJF (2018 faixa-roxa)

Principais conquistas na categoria juvenil:
- Campeã Nacional Americana IBJJF (2017)
- 2º lugar no Campeonato Pan IBJJF (2017)
- 3º lugar no Campeonato Pan-Americano de Jiu-Jitsu (2017[c] faixa-azul)
- 3º lugar no Nacional Americano IBJJF (2017[c])